# Antonín Vlasák
Antonín Vlasák (16. prosince 1899 – ???) byl český a československý politik Československé strany socialistické a poúnorový poslanec Národního shromáždění ČSR.

## Biografie
Pocházel z pěti dětí z rodiny drobného zemědělce z Obědovic. Profesí byl roku 1948 rolníkem a předsedou krajského výboru strany.
Po únorovém převratu v roce 1948 patřil k frakci tehdejší národně socialistické strany loajální vůči Komunistické straně Československa, která v národně socialistické straně převzala moc a proměnila ji na Československou socialistickou stranu coby spojence komunistického režimu. Zastával funkci předsedy krajského Akčního výboru Národní fronty strany.
Ve volbách roku 1948 byl zvolen do Národního shromáždění za ČSS ve volebním kraji Hradec Králové. V parlamentu zasedal do konce funkčního období, tedy do voleb v roce 1954.